# Pfaffe
Der Begriff Pfaffe (durch die hochdeutsche Lautverschiebung aus dem lateinischen papa, „Vater“, oder dem altgriechischen παπᾶς papás entstanden) war im Gegensatz zum Laien und Laienbruder eine Bezeichnung für einen Welt- oder Ordenspriester.
Im Hochmittelalter bezeichnete Pfaffe allgemeiner den Gebildeten gegenüber dem Schriftunkundigen.
Das Wort wurde ursprünglich für römisch-katholische Priester in ehrender Bedeutung, oft auch allgemein für eine Person, die nach einer geistlichen Regel lebt, verwendet.
Eine sekundäre Herleitung des Begriffs „Pfaffe“ von lat. Pastor fidelis animarum fidelium, [Breviloquenz: p.f.a.f], also getreuer Hirte der gläubigen Seelen, findet sich in Allgemeine Encyklopädie der Wissenschaften und Künste.
Seit der Reformation Martin Luthers, aber auch schon vorher angesichts der großen Zahl mit Pfründen abgesicherter und seelsorglich wenig engagierter Kleriker, wurde „Pfaffe“ zunehmend zu einer abwertenden Bezeichnung.
Der Ort Pfaffenhofen in Württemberg zeigt als redendes Wappen die Tonsur eines Klerikers.

Wappen von Pfaffenhofen mit der Tonsur eines Klerikers